# Joan Leslie
Joan Leslie, pseudonimo di Joan Agnes Theresa Sadie Brodel (Detroit, 26 gennaio 1925 – Los Angeles, 12 ottobre 2015), è stata un'attrice statunitense.

## Biografia
Nata a Detroit (Michigan), Joan Leslie cominciò a recitare all'età di tre anni insieme alle sue due sorelle in spettacoli di vaudeville. Approdò a Hollywood da adolescente, recitando con il suo vero nome: il suo film d'esordio fu Margherita Gauthier (1936), in una parte accanto a Greta Garbo e Robert Taylor. A 18 anni fu partner di Fred Astaire in Non ti posso dimenticare (1943).
Lavorò in molti film fino al 1950, quando si sposò con Wiiliam Caldwell. Il suo ultimo ruolo cinematografico fu in Femmina ribelle (1956), accanto a Jane Russell. Dopo questo film, si dedicò quasi esclusivamente alla televisione e al ruolo di mamma delle sue due gemelle, Patrice ed Ellen. Apparve in qualche pubblicità TV e in alcuni telefilm, come nella serie La signora in giallo e in Charlie's Angels. È stata in attività fino al 1991.

## Riconoscimenti
- Hollywood Walk of Fame (Star of Television; 1560 Vine Street; February 8, 1960)
- Young Hollywood Hall of Fame (1940's)

## Filmografia parziale

### Cinema
- Margherita Gauthier (Camille), regia di George Cukor (1936)
- Men with Wings, regia di William A. Wellman (1938)
- Nancy Drew... Reporter, regia di William Clemens (1939)
- Un grande amore (Love Affair), regia di Leo McCarey (1939)
- La reginetta delle nevi (Winter Carnival), regia di Charles Reisner (1939)
- Two Thoroughbreds, regia di Jack Hively (1939)
- Laddie, regia di Jack Hively (1940)
- High School, regia di George Nichols Jr. (1940)
- Young as You Feel, regia di Malcolm St. Clair (1940)
- La via delle stelle (Star Dust), regia di Walter Lang (1940)
- Peccatrici folli (Susan and God), regia di George Cukor (1940)
- Military Academy, regia di D. Ross Lederman (1940)
- Il prigioniero di Amsterdam (Foreign Correspondent), regia di Alfred Hitchcock (1940)
- Alice in Movieland, regia di Jean Negulesco (1940)
- Una pallottola per Roy (High Sierra), regia di Raoul Walsh (1941)
- Il sergente York (Sergeant York), regia di Howard Hawks (1941)
- L'uomo questo dominatore (The Male Animal), regia di Elliott Nugent (1942)
- Ribalta di gloria (Yankee Doodle Dandy), regia di Michael Curtiz (1942)
- The Hard Way, regia di Vincent Sherman (1943)
- Non ti posso dimenticare (The Sky's the Limit), regia di Edward H. Griffith (1943)
- Ho baciato una stella (Hollywood Canteen), regia di Delmer Daves (1944)
- La parata dell'impossibile (Where Do We Go from Here?), regia di Gregory Ratoff (1945)
- Rapsodia in blu (Raphsody in Blue), regia di Irving Rapper (1945)
- Dimmi addio (Repeat Performance), regia di Alfred L. Werker (1947)
- L'amazzone domata (Northwest Stampede), regia di Albert S. Rogell (1948)
- La seduttrice (Born to be Bad), regia di Nicholas Ray (1950)
- Il cavaliere del deserto (Man in the Saddle), regia di André De Toth (1951)
- Hellgate - Il grande inferno (Hellgate), regia di Charles Marquis Warren (1952)
- Il massacro di Tombstone (Toughest Man in Arizona), regia di R.G. Springsteen (1952)
- La donna che volevano linciare (Woman They Almost Lynched), regia di Allan Dwan (1953)
- Operazione Corea (Flight Nurse), regia di Allan Dwan (1953)
- La grande carovana (Jubilee Trail), regia di Joseph Kane (1954)
- L'avamposto dell'inferno (Hell's Outpost), regia di Joseph Kane (1954)
- Femmina ribelle (The Revolt of Mamie Stover), regia di Raoul Walsh (1956)

### Televisione
- The 20th Century-Fox Hour – serie TV, episodio 2x04 (1956)
- General Electric Theater – serie TV, episodio 8x06 (1959)
- Branded – serie TV, episodio 1x06 (1965)
- Charlie's Angels – serie TV, episodio 2x24 (1978)
- L'incredibile Hulk (The Incredible Hulk) – serie TV, episodio 3x05 (1979)
- La signora in giallo (Murder, She Wrote) – serie TV, episodi 5x03 (1988)
- Tre minuti a mezzanotte (Turn Back the Clock), regia di Larry Elikann – film TV (1989)

## Doppiatrici italiane
Nelle versioni in italiano dei suoi film, Joan Leslie è stata doppiata da:
- Rosetta Calavetta in La grande carovana, Ho baciato una stella, La parata dell'impossibile, Charlie's Angels
- Lydia Simoneschi in Operazione Corea, L'avamposto all'inferno, La donna che volevano linciare
- Miranda Bonansea in Il circo insanguinato, Rapsodia in blu
- Micaela Giustiniani in Una pallottola per Roy
- Rina Morelli in L'uomo questo dominatore
- Lia Orlandini in Dimmi addio
- Dhia Cristiani in Il cavaliere del deserto
- Fiorella Betti in Il sergente York (primo ridoppiaggio 1955)
- Renata Marini in Femmina ribelle